# Cubaris javanensis
Cubaris javanensis är en kräftdjursart som först beskrevs av Dollfus 1889.  Cubaris javanensis ingår i släktet Cubaris och familjen Armadillidae. Inga underarter finns listade i Catalogue of Life.